# Cmentarz prawosławny w Słupcy
Cmentarz prawosławny w Słupcy – niefunkcjonujący już cmentarz dla prawosławnej ludności rosyjskiej przybyłej na ziemie słupeckie w XIX wieku, kiedy to Słupca znalazła się w Królestwie Polskim, zależnym od Rosji. Na miejscu gdzie kiedyś znajdował się cmentarz, obecnie przy ul. Szeluty, znajduje się pomnik upamiętniający zmarłych.